# Amorphoscelis angolica
Amorphoscelis angolica är en bönsyrseart som beskrevs av Max Beier 1969. Amorphoscelis angolica ingår i släktet Amorphoscelis och familjen Amorphoscelidae. Inga underarter finns listade i Catalogue of Life.